# Barri de la Daurada (Tolosa)

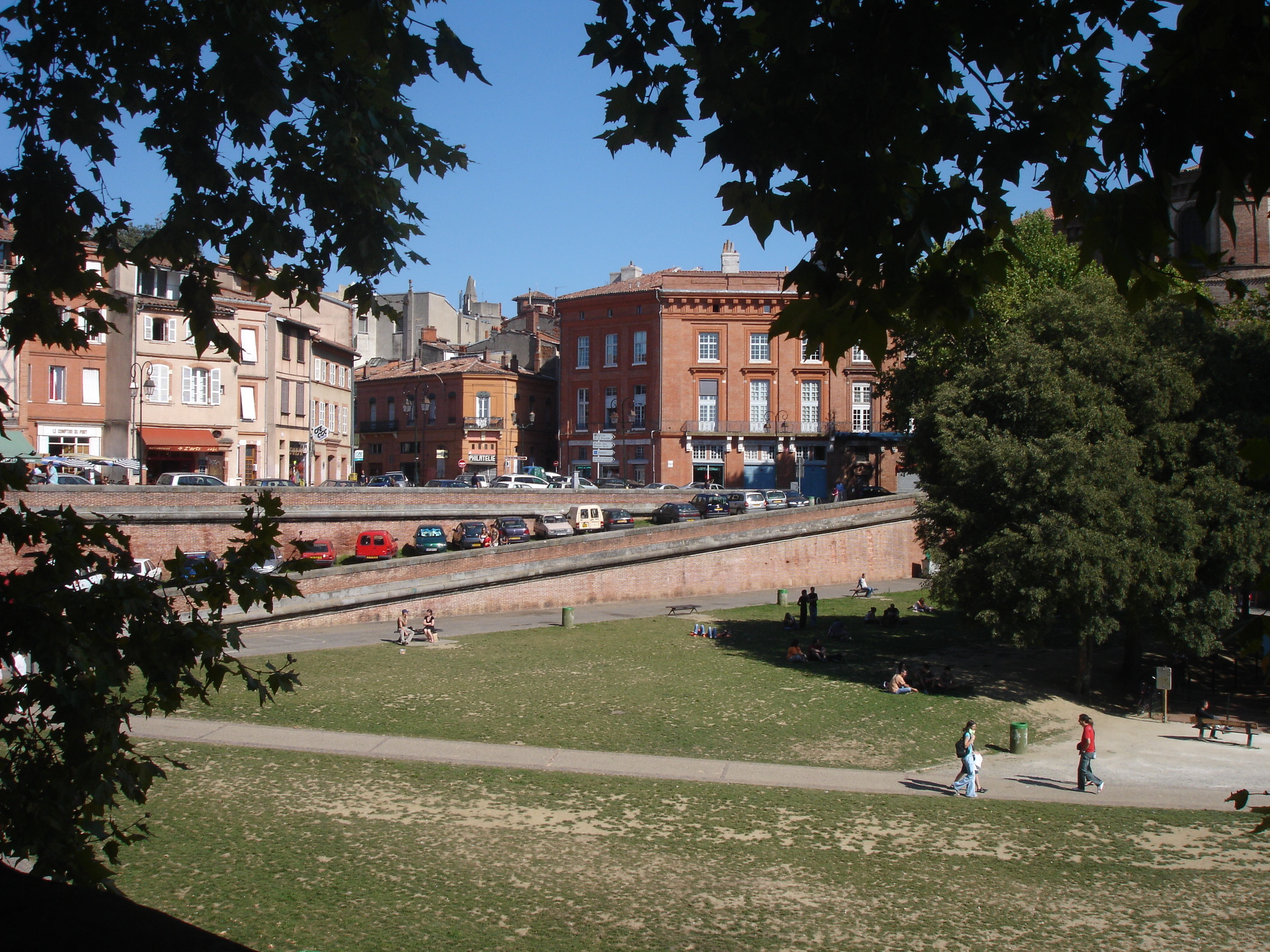
Plaça de la Daurada

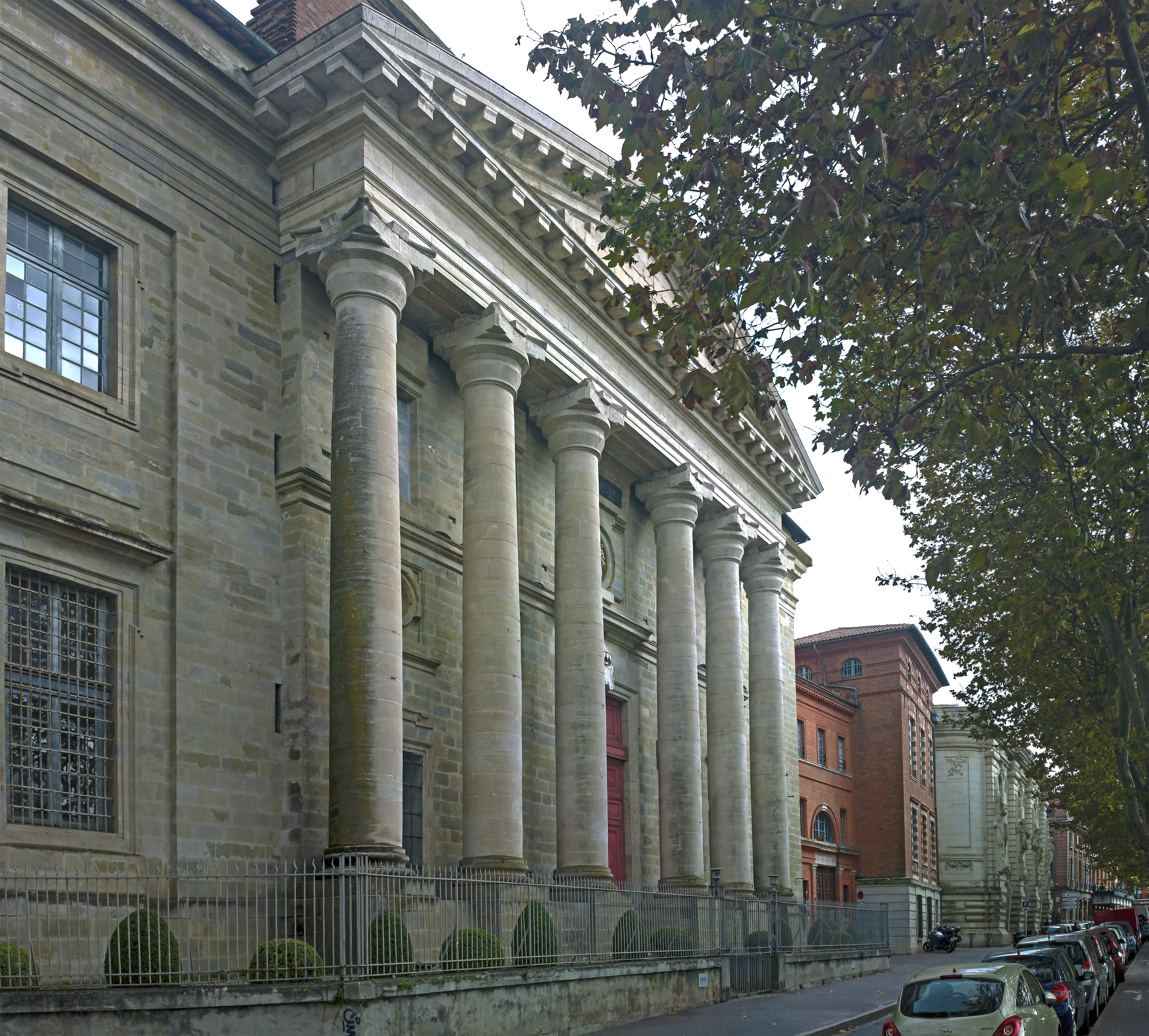
Basílica de la Daurada

La Daurada és un barri de Tolosa de Llenguadoc, situat al centre de la ciutat, al centre històric, a la riba dreta de la Garona.
Es tracta d'un lloc privilegiat per al passeig i els turistes que aprofiten el gran nombre de bars i restaurants situats a prop del riu.

## Història
El barri de la Daurada era un dels vuit capitolats de la Tolosa medieval; els colors que representaven el barri eren el verd i el blanc. Entre els seus atractius històrics hi destaca la basílica de Nostra Senyora de la Daurada, situada en un indret de culte antic. L'antiga basílica de la Daurada, d'origen visigot, posseïa una decoració en mosaic d'or, cosa que li donà aquest nom. L'actual temple és de principis del segle xix